# Север (радиостанция)

Приёмопередатчик «Север-бис». Красный цилиндр справа — сменный кварцевый резонатор

«Се́вер» — советская переносная коротковолновая радиостанция, широко применявшаяся во время Великой Отечественной войны.

## История создания и применения
Радиостанция разработана в 1939—1940 годах в Научно-исследовательском институте по технике связи Красной Армии (НИИТС КА) Б. А. Михалиным, В. Покровским и И. Мухачевым под руководством профессора МЭИС, главного инженера НИИТС КА Б. П. Асеева. Основой послужил дипломный проект Б. А. Михалина, выполненный в МЭИС в 1939 году — малогабаритная радиостанция гражданского назначения. На этапе разработки изделие проходило под шифром «Омега». После войсковых испытаний опытной партии радиостанция была принята на вооружение под наименованием «Север». Серийное производство началось в октябре 1941 года в Ленинграде на заводе им. Козицкого и продолжалось в условиях блокады. До конца 1941 года было выпущено около 1000 шт., к концу 1943 года темп выпуска достиг 2000 шт. в месяц.
С 1942 года выпускался модернизированный вариант «Север-бис» с несколько увеличенной выходной мощностью, но с суженным диапазоном частот и с возможностью работать на фиксированной частоте с кварцевой стабилизацией.
Радиостанция «Север» до конца войны использовалась в войсках (в том числе в качестве личной радиостанции командующих фронтом и армией), разведывательных группах, партизанских отрядах, на метеорологических постах, в геологоразведочных партиях и пр. Основные её преимущества — малые габариты, высокая экономичность и предельная простота устройства. В то же время отмечалось, что к работе на «Севере» должны допускаться только радисты высокой квалификации, прошедшие предварительное обучение именно на этом типе радиостанции. Брошюра 1942 года по устройству и эксплуатации «Севера» начинается со сжатого изложения теории дальнего распространения коротких волн и инструкции по определению оптимальных частот для дальней связи.
Рейд кавалерийского корпуса Доватора по немецким тылам зимой 1941 года обеспечивали связью радисты Разведуправления Генерального штаба РККА со станциями «Север».
Часть радиостанций изготовили с надписями на английском языке с использованием иностранных комплектующих, а с деталей советского производства была удалена маркировка. В описании «Севера» издания 1942 года указаны английские наименования органов управления. По расхожей версии это было сделано для дезориентации противника в случае захвата разведчиков-нелегалов.
В августе 2010 года поисковый отряд обнаружил в Псковской области обломки самолёта Р-5, сбитого в 1944 году, на котором летели офицер военной разведки и радистка с радиостанцией «Север».

## Конструкция и технические характеристики
Радиостанция симплексная, телеграфная, переносная, с батарейным питанием. Приёмник прямого усиления, трёхкаскадный, с регенеративной обратной связью. Передатчик двухкаскадный, работающий как с плавной перестройкой частоты, так и на фиксированных частотах с применением сменных кварцевых резонаторов («Север-бис»). Плавная настройка приёмника и передатчика — по градуировочным кривым, прилагаемым к каждой радиостанции. Радиостанция выполнена на трёх малогабаритных («малгаб») лампах : один пентод типа 2К2М служит усилителем высокой частоты приёмника и задающим генератором передатчика, другой такой же — регенеративным детектором приёмника; третья лампа — пентод СО-244 (или «24») — усилитель низкой частоты приёмника и выходной усилитель мощности передатчика. Несмотря на то, что «Север» представляет собой трансивер (две из трёх ламп работают и на приём, и на передачу), настройка приёмника и передатчика является независимой.
Радиостанция комплектовалась антенной типа «наклонный луч» длиной 12 м с разборным противовесом длиной до 12 м и оттяжками, головными телефонами, малогабаритным телеграфным ключом, набором кварцевых резонаторов («Север-бис»), запасным комплектом ламп, инструментами и материалами для ремонта.
Весь комплект вместе с источниками питания размещался в двух холщовых сумках.
- Диапазон частот, приём/передача — 3,62—12,25/3,62—6,25 МГц («Север»), 2,22—6,66/2,56—5,77 Мгц и фиксированные частоты («Север-бис»). Диапазон приемника разбит на два поддиапазона.
- Выходная мощность передатчика — 2 Вт («Север»), 2,5 Вт («Север-бис»).
- Режим работы — телеграф с амплитудной манипуляцией.
- Чувствительность приёмника — нет данных.
- Дальность связи — до 400 км и более в благоприятных условиях.
- Источник питания — 4 батареи БАС-60 и 2 элемента 3С. Существовал вариант с питанием от сети переменного тока.
- Время работы от одного комплекта батарей — нет данных.
- Габариты приёмопередатчика — 210×160×110 мм.
- Масса приёмопередатчика — 2 кг.
- Масса источников питания — 6 кг.
- Масса полного комплекта — не более 10 кг.

## Аналоги
В СССР во время войны выпускались, хотя и в меньших количествах, и другие малогабаритные маломощные радиостанции. В лабораториях 4 специального отдела НКВД (в конце 1941 г. их объединили в Центральную радиолабораторию — 7 отделение 4 спецотдела, работавшую в Свердловске, а затем в Кучино под Москвой) разработали ряд простых раций для обеспечения оперативных групп НКВД и партизанских отрядов. Наиболее известна станция «Белка» (выходная мощность до 5 Вт, передатчик работает только на фиксированных частотах), которая была прямым конкурентом «Севера».
Из зарубежных аналогов «Севера» широко известна английская рация «Paraset», которой во время войны снабжали разведчиков и подпольщиков Сопротивления. В отличие от «Севера» «Парасет» не был трансивером, а представлял собой раздельные приемник и передатчик в одном корпусе. Передатчик «Парасета» был мощнее (до 5 Вт), но работал только на фиксированных частотах с кварцевой стабилизацией.